# Animagemella.com
Animagemella.com (Anything for Love) è un film televisivo del 2016 diretto da Terry Ingram, con protagonisti Erika Christensen e Paul Greene.

## Trama
Katherine e Jack vivono delle vite sentimentali deludenti e al di sotto delle loro aspettative, Katherine lavora come dirigente nella società di investimenti del padre, in genere gli uomini si sentono minacciati da lei vista la sua posizione di donna di potere e gli uomini che frequenta non le piacciono perché li ritiene troppo arroganti, come corteggiatore ha Charles che non nasconde la sua intenzione di voler stare con lei ma Katherine è convinta che lui sia più interessato alla ditta di famiglia che a lei, invece il problema di Jack è di natura completamente opposta, lui infatti lavora come infermiere in un ospedale di Chicago, e le donne proprio a causa del suo umile mestiere non mostrano molto interesse per lui preferendo in genere uomini che hanno più prestigio sociale.
Debbie, segretaria nonché migliore amica di Katherine, le consiglia di iscriversi a un sito internet di incontri, e seppur con qualche incertezza Katherine accetta, ma essendo lei una donna con una posizione deve cercare di conservare l'anonimato, quindi assumendo proprio l'identità di Debbie si spaccia per una segretaria, il caso vuole che anche Jack si iscrive a quel sito di incontri, e dato che entrambi sono rimasti colpiti dai loro profili online decidono di darsi appuntamento.
I due dopo poche uscite capiscono di piacersi vicendevolmente ma Jack comprende che Katherine è interessata a lui principalmente perché lo crede un medico, infatti Jack scopre che il suo amico Reggie aveva falsificato il suo profilo sul sito facendo passare Jack per un medico. Adesso Jack si sente obbligato a dirle la verità, ma prima decide di portarla fuori città per un fine settimana romantico, anche Katherine in effetti è tentata di dirgli tutta la verità, ma tutti e due non trovano il coraggio di farlo. Quando Edward, il padre di Katherine, viene ricoverato in ospedale, lei e Jack tornano a Chicago, tra l'altro Edward viene ricoverato proprio nell'ospedale in cui lavora Jack, e i due fanno amicizia velocemente, anche se Jack ignora che lui è il padre della ragazza con cui sta uscendo.
Jack e Katherine ormai hanno capito di amarsi, e Katherine sente di aver trovato in lui un uomo con cui costruirsi una famiglia, ma Charles, avendo scoperto della loro relazione, assolda un investigatore privato scoprendo che Jack è solo un infermiere, rendendo Katherine partecipe del segreto, oltre a rivelare a Jack che Debbie non è il suo vero nome e che in realtà è una manager e non una segretaria. Tutti e due si sentono presi in giro e questo sembra sancire la fine della loro relazione. Edward però è convinto che Jack sia l'uomo giusto per sua figlia quando scopre che aveva rifiutato i soldi di Charles dopo che lui aveva provato a dargli del denaro per stare lontano da Katherine, comprendendo che l'amore che Jack prova per lei è sincero.
Debbie prova a convincere Katherine a dare un'altra possibilità a Jack facendole semplicemente notare che tutti e due hanno commesso lo sbaglio di fingere di essere due persone che non erano, ma soprattutto mette in evidenza la superficialità dell'amica che giudica le persone solo in base al ceto sociale. Charles è ancora ben disposto a voler stare insieme a Katherine, ma lei sentendo le sue parole capisce che Charles non prova un amore sincero nei suoi confronti. Katherine va in ospedale e confessa a Jack, davanti a tutti i suoi colleghi, che lo ama e i due si scambiano un romantico bacio abbandonandosi all'amore mettendo da parte le loro differenze.

## Ascolti
| Prima TV Italia | Telespettatori | Share | Nota  |
| --------------- | -------------- | ----- | ----- |
| 30 agosto 2017  | 1.121.000      | 12.4% | [ 2 ] |